# 艾伯茨冰川
66°52′S 64°53′W / 66.867°S 64.883°W
艾伯茨冰川是南極洲的冰川，位於葛拉漢地的弗因海岸，全長13公里，流經阿韋里高原，終點在鮑爾奇冰川和紹瑟德半島之間，以美國的地名學家命名，現時由《南極條約體系》管理。